# Kerriodoxa
Kerriodoxa é um género botânico pertencente à família Arecaceae.